# Egetürk Wurst- und Fleischwarenfabrikation
Die EGETÜRK Wurst- und Fleischwarenfabrikation GmbH & Co. KG ist ein deutsches Nahrungsmittelunternehmen.
Das Unternehmen mit Sitz in Köln wurde 1966 von Burhan Öngören gegründet und gehört zu den ersten von Türken aufgebauten Wirtschaftsunternehmen in Deutschland. Mit Wurst aus Lamm-, Rind- und Geflügelfleisch versorgte Egetürk zunächst vorrangig türkische Arbeiter in Deutschland mit vertrauter Nahrung. Die Produkte sind halāl.
Heute produziert Egetürk auf einer 70.000 m² großen Fläche im Kölner Gewerbegebiet Feldkassel mit einer Tageskapazität von 150 Tonnen und erwirtschaftet mit 170 Mitarbeitern nach Auskunft des Jahresabschlusses 2017 im Bundesanzeiger 130 Millionen Euro. Egetürk exportiert neben der Belieferung des deutschen Marktes vornehmlich in EU-Länder.

## Weblink
- Website der Egetürk Wurst- und Fleischwarenfabrikation GmbH & Co. KG